# Rhene myunghwani
Rhene myunghwani är en spindelart som beskrevs av Kim 1996. Rhene myunghwani ingår i släktet Rhene och familjen hoppspindlar. Inga underarter finns listade i Catalogue of Life.